# Langonnet
Langonnet is een gemeente in het Franse departement Morbihan (regio Bretagne). De plaats maakt deel uit van het arrondissement Pontivy. Langonnet telde op 1 januari 2022 1.851 inwoners.

## Geografie
De oppervlakte van Langonnet bedroeg op 1 januari 2022 85,4 vierkante kilometer; de bevolkingsdichtheid was toen 21,7 inwoners per km².

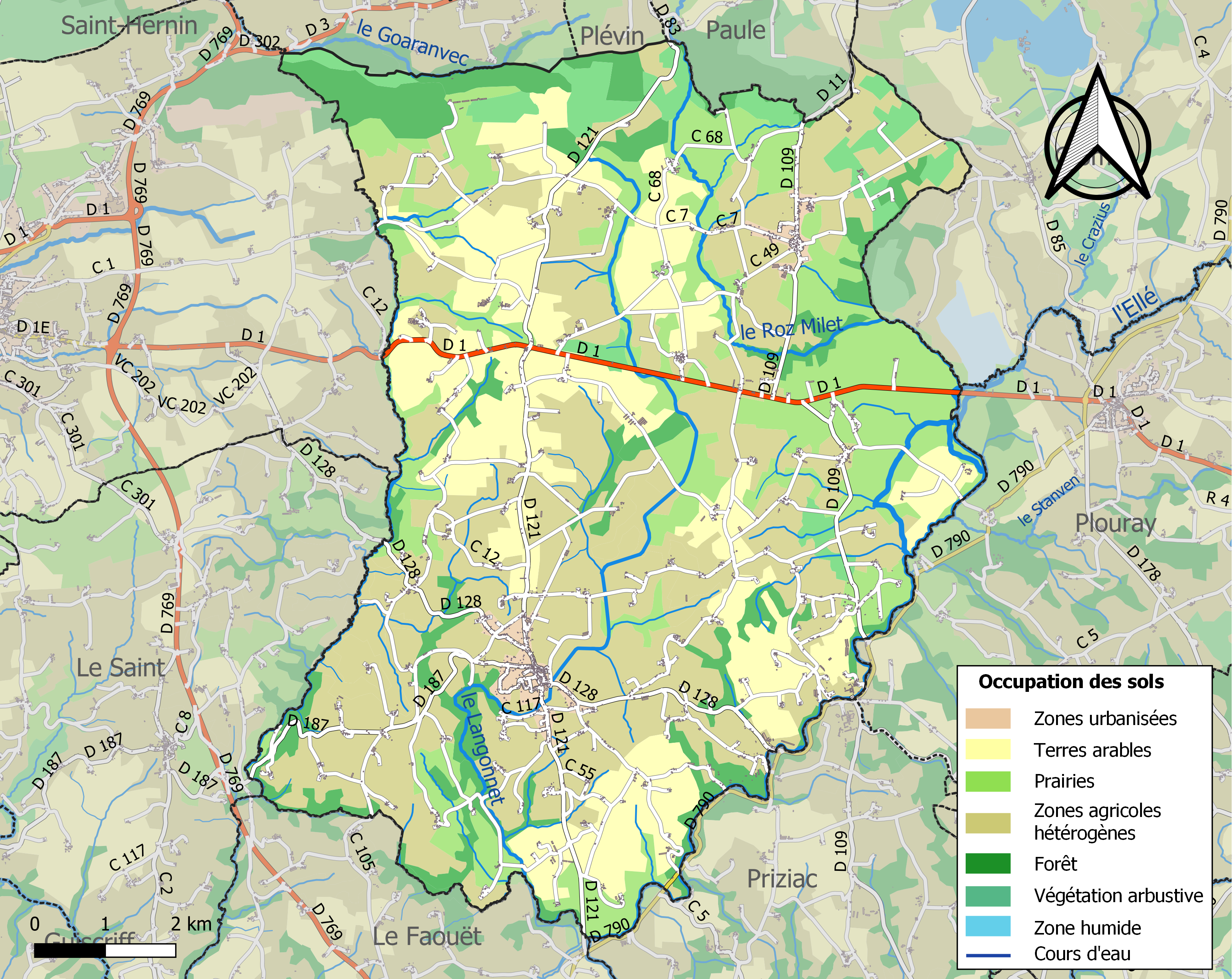
Kaart van de gemeente met de belangrijkste infrastructuur, bodemgebruik en omliggende gemeenten

## Demografie
Onderstaande figuur toont het verloop van het inwonertal, bron: INSEE-tellingen. 